# 6688 Donmccarthy
6688 Donmccarthy eller 1981 ER17 är en asteroid i huvudbältet som upptäcktes den 2 mars 1981 av den amerikanska astronomen Schelte J. Bus vid Siding Spring-observatoriet. Den är uppkallad efter den amerikanske astronomen Donald W. McCarthy.
Asteroiden har en diameter på ungefär 9 kilometer och den tillhör asteroidgruppen Hygiea.